# Antonio Agnelli
Antonio Agnelli (Novara, 11 febbraio 1788 – Novara, 9 aprile 1865) è stato un ingegnere e funzionario italiano.
È ricordato per essere stato il primo comandante forestale di Novara e uno dei maggiori artefici dei programmi di sviluppo e controllo della vita amministrativa della città.

## Biografia
Nacque a Novara l'11 febbraio 1788.
Durante il regno di Carlo Felice, il 15 ottobre 1822, fu creato il Corpo Forestale. Il 31 dicembre successivo Agnelli ne fu eletto ispettore di 2ª classe e ne divenne il primo comandante provinciale per Novara, carica che mantenne fino al regno di Vittorio Emanuele II.
Si laureò in ingegneria a Torino nel 1825.
Partecipò alla stesura della nuova legge forestale del 1 dicembre 1833, in qualità di membro della commissione, istituita da Carlo Alberto, incaricata di rivedere il regolamento precedente e proporre una nuova legge sulla gestione delle aree boschive.
Fu socio corrispondente della Reale Accademia dell'Agricoltura di Torino e membro ordinario della Società d'incoraggiamento allo studio del disegno in Valsesia.
Sotto la sua direzione furono completati i lavori di ampliamento e ristrutturazione del Teatro Coccia nel 1833 (o 1836), secondo il progetto di gusto neoclassico ideato dall'architetto Luigi Canonica nel 1831.
L'11 gennaio 1834 fu promosso a ispettore di 1ª classe dell'Amministrazione dei boschi, carica che mantenne fino alla morte.

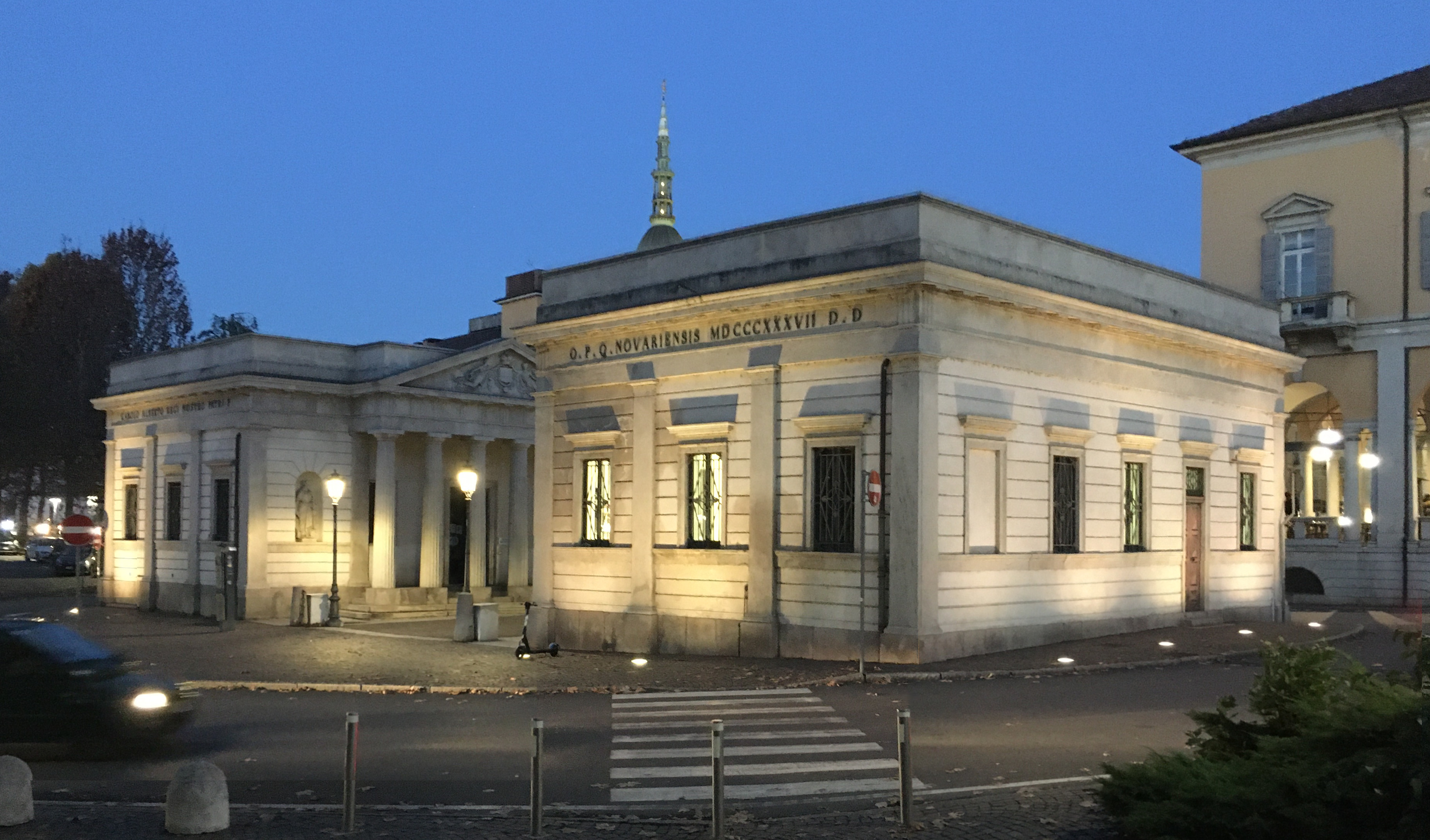
La Barriera Albertina

In qualità di membro straordinario della Commissione d'ornato di Novara, nel 1836 ridisegnò la porta occidentale della città, sostituendola con la barriera doganale in seguito ribattezzata Barriera Albertina: due edifici gemelli, uno destinato al servizio di guardia e l'altro alla riscossione del dazio, delimitanti la strada carrabile di accesso alla città. La nuova barriera doganale era posta al termine della lunga e retta strada regia, da lui stesso disegnata, oggi (2021) nota come via XX Settembre.
Nel 1838 si occupò della decorazione del presbiterio e dei lavori di pavimentazione della Basilica di San Gaudenzio.
A lui si deve il piano regolatore della città del 1840.
Nel 1851 progettò la nuova Piazza d'Armi.
Il 1 ottobre 1859, a 71 anni, fu messo a riposo per raggiunti limiti di età. Morì il 9 aprile 1865 a Novara e fu sepolto nel cimitero urbano comunale.